# Novobelura dohertyi
Novobelura dohertyi är en fjärilsart som beskrevs av W. Warren 1897. Novobelura dohertyi ingår i släktet Novobelura och familjen Thyrididae. Inga underarter finns listade i Catalogue of Life.